# Gouvernement Iléo I
Première République
Lumumba Collège des commissaires généraux
Le gouvernement Joseph Iléo est le premier gouvernement composé par le premier ministre Joseph Iléo et nommé par le président Joseph Kasa-Vubu le 12 septembre 1960. Ce gouvernement est en place jusqu’au 10 octobre, lorsque le colonel Joseph-Désiré Mobutu met en place le Collège des commissaires généraux. Ce gouvernement est mis en place afin d'essayer de résoudre une crise politique entre le gouvernement et le parlement, quelques jours après que le président ait démis le Premier Ministre Patrice Lumumba.

## Composition

### Premier ministre
- Premier ministre : Joseph Iléo

### Ministres
- Affaires étrangères : Justin Bomboko
- Intérieur : Cyrille Adoula
- Information et Défense : Jean Bolikango
- Justice : Albert Kalonji
- Santé : Paul Bolya
- Commerce extérieur : Marcel Bisukiro
- Travaux publics : Jean-Pierre Déricoyard
- Travail : Albert Delvaux
- Plan : Aloïs Kabangi
- Affaires foncières : Alexandre Mahamba
- Intérieur et Défense (Vice-Ministre) : Laurent Mbariko